# Anchusa milleri
Anchusa milleri là loài thực vật có hoa trong họ Mồ hôi. Loài này được Lam. ex Spreng. mô tả khoa học đầu tiên năm 1801.